# Catedral de San Gregorio el Iluminador (Atenas)
La Catedral de San Gregorio el Iluminador o simplemente Catedral Armenio-católica de Atenas y también Iglesia Armenia de San Gregorio el iluminador (en griego: Καθεδρικός Ναός του Αγίου Γρηγορίου του φωτισμού) es el nombre que recibe un edificio religioso afiliado a la Iglesia católica que sigue el rito armenio y se encuentra ubicado en 2 Rene Pio, Neos Kosmos en la ciudad de Atenas la capital del país europeo de Grecia. No debe confundirse con la catedral católica de rito latino una Basílica dedicada a San Dionisio Areopagita, ni con la catedral católica de rito griego dedicada a la Santísima Trinidad.
Funciona como la sede del Ordinariato católico Armenio de Grecia una jurisdicción creada para los católicos del rito oriental armenio que fue establecida en 1925 bajo el pontificado del papa Pío XI y directamente bajo la administración de la Santa Sede.
Actualmente el ordinariato es sede vacante por lo que no posee obispo responsable.  El padre Hovsep Bezazian es su admninistrador apostólico.